# Уорм-Спрингс (индейская резервация)
Уорм-Спрингс (англ. Warm Springs Indian Reservation) — индейская резервация, расположенная в северо-центральной части штата Орегон, США.

## История
Резервация была образована в соответствии с договором, заключённым в 1855 году между правительством США и индейскими племенами тенайно и васко, который был ратифицирован в 1859 году. Согласно договору, племена уступали США территорию площадью около 40 000 км² к югу от реки Колумбия, взамен им предоставлялась резервация, кроме того, они также частично сохраняли права на охоту и рыболовство на своих прежних землях.
В 1857 году тенайно были переселены в Уорм-Спрингс, васко-вишрам последовали за ними в 1958 году. В 1879 году в резервации были поселены 38 вададокадо, а в 1884 году — ещё около 70, несмотря на историю конфликтов северных пайютов с племенами реки Колумбия.
После того, как в 1934 году был принят Закон о реорганизации индейцев, тенайно, васко-вишрам и северные пайюты объединились в конфедеративные племена Уорм-Спрингс и установили свою собственную конституцию.

## География
Резервация расположена в северо-центральной части штата Орегон, она находится в 169 км к юго-востоку от города Портленда. Уорм-Спрингс находится в основном в округах Уоско и Джефферсон, с небольшими участками земли в шести других округах — Клакамас, Марион, Гиллиам, Шерман, Линн и Худ-Ривер.
Общая площадь Уорм-Спрингс,  включая трастовые земли (22,065 км²), составляет 2 649,778 км², из них 2 639,079 км² приходится на сушу и 10,699 км² — на воду. Около 1 410 км² территории резервации, более половины, покрыто лесом. Административным центром резервации является статистически обособленная местность Уорм-Спрингс.

## Демография
По данным переписи населения США 2000 года, население резервации составляло 3 334 человека, из них 2 431, чуть менее 75 %, проживали в статистически обособленной местности Уорм-Спрингс.
По данным федеральной переписи населения 2010 года, в резервации проживало 4 012 человек. Согласно федеральной переписи населения 2020 года в резервации проживало 3 403 человека, насчитывалось 859 домашних хозяйств и 1 035 жилых домов. Средний возраст, проживающих в Уорм-Спрингс, составлял 31,2 года. Средний доход на одно домашнее хозяйство в индейской резервации составлял 59 934 доллара США. Около 26 % всего населения находились за чертой бедности, в том числе 33,3 % тех, кому ещё не исполнилось 18 лет, и 28,5 % старше 65 лет.
Расовый состав распределился следующим образом: белые — 103 чел., афроамериканцы — 7 чел., коренные американцы (индейцы США) — 3 076 чел., азиаты — 1 чел., океанийцы — 4 чел., представители других рас — 24 чел., представители двух или более рас — 188 человек; испаноязычные или латиноамериканцы любой расы составили 271 человек. Плотность населения составляла 69,1 чел./км².